# Piotr Krukowski (sztangista)
Piotr Krukowski (ur. 13 września 1964) – polski sztangista, mistrz Polski, medalista mistrzostw świata i Europy.

## Życiorys
Był zawodnikiem klubu Budowlani Opole, W 1985 zdobył brązowe medale mistrzostw świata (w kategorii 90 kg, wynikiem 385 kg (177,5 kg + 207,5 kg)) i mistrzostw Europy (w kategorii 90 kg, wynikiem 390 kg (175 + 215 kg). Na mistrzostwach świata w 1986 zajął 4. miejsce w kategorii 90 kg wynikiem 387,5 kg (177,5 kg +210 kg). W tym samym roku zajął 5. miejsce na Igrzyskach Dobrej Woli w kategorii 100 kg z wynikiem 395 kg (175 kg + 220 kg). Wynik z podrzutu dał mu tzw. „mały” brązowy medal w tym boju. Został zakwalifikowany do startu na Igrzyskach Olimpijskich w Seulu (1988), ale bezpośrednio przed zawodami zdyskwalifikowano go za stosowanie dopingu. Po dwuletniej karze powrócił do startów i w 1990 był piąty na mistrzostwach świata w kategorii 90 kg wynikiem 357,5 kg (162,5 kg + 195 kg), a w 1992 czwarty na mistrzostwach Europy w tej samej kategorii wynikiem 362,5 kg (165 kg + 197,5 kg).
Trzykrotnie był mistrzem Polski (1984, 1985 w kategorii 90 kg, 1986 w kategorii 100 kg), dwa razy wicemistrzem (1987 w kategorii 90 kg, 1988 w kategorii 100 kg), dwa razy brązowym medalistą mistrzostw Polski (1990, 1992 w kategorii 100 kg.
Rekordy życiowe: 
- w dwuboju: 400 kg (180 kg + 220 kg) – 1986
- w rwaniu: 182,5 kg - 1986
- w podrzucie: 222,5 kg - 1986